# Lauren Ellis
Lauren Ellis (ur. 19 kwietnia 1989 w Ashburton) – nowozelandzka kolarka torowa i szosowa, trzykrotna medalistka mistrzostw świata.

## Kariera
Pierwszy sukces w karierze Lauren Ellis osiągnęła w 2006 roku, kiedy na torowych mistrzostwach świata juniorów zajęła drugie miejsce w indywidualnym wyścigu na dochodzenie. W kategorii seniorów pierwszy medal zdobyła na mistrzostwach świata w Pruszkowie w 2009 roku, gdzie wspólnie z Alison Shanks i Jaime Nielsen wywalczyła brązowy medal w drużynowym wyścigu na dochodzenie. Kolejne dwa medale zdobyła na mistrzostwach świata w Kopenhadze w 2010 roku: razem z Alison Shanks i Rushlee Buchanan była trzecia w drużynowym wyścigu na dochodzenie, a wyścigu punktowym zajęła drugie miejsce, przegrywając tylko z Tarą Whitten z Kanady. Ponadto Elizabeth zdobyła srebrny medal w wyścigu punktowym na igrzyskach Wspólnoty Narodów w Nowym Delhi w tym samym roku. W 2012 roku Ellis została mistrzynią Nowej Zelandii w szosowym wyścigu ze startu wspólnego.